# Fort Cosmos
Fort Cosmos est une station d'hivernage de la marine américaine établie en 1885 par le lieutenant de la marine américaine George M. Stoney (en), près de l'actuel Kobuk, dans l'arrondissement de l'Arctique du Nord-Ouest, en Alaska. 
Stoney l'a nommé d'après le Cosmos Club de Washington D.C. 
Il est abandonné dès 1886.

## Histoire
En 1885, sur ordre de l'US Navy, George M. Stoney, avec 5 officiers et 12 hommes gagne la région avec la goélette de 390 tonnes la Viking, un bateau à vapeur à roue arrière, l' Explorer, et un cotre à vapeur, l' Helena.
Stoney établit le fort sur la rive droite de la rivière Kobuk à l'embouchure de Cosmos Creek. Il construit des bâtiments et apporte des fournitures en vue d'un hivernage et pour une exploration complète de la région. Sept équipes d'exploration sont envoyées :
- 1er - 18 décembre 1885 : George M. Stoney : Noatak
- 6 - 12 décembre 1885 	: F.S. Nash : Yukon
- 26 décembre 1885 - 25 février 1886 : A.V. Zane : St. Michael
- 29 décembre 1885 - 7 janvier 1886 : George M. Stoney : bassin du Selawik
- 28 février - 6 avril 1886 : George M. Stoney : Colville
- 10 mars - 2 avril 1886 : M.L. Reed : Sources chaudes de la Red River
- 12 avril 1886 : aller-retour de William Lauriston Howard de Colville à Point Barrow